# شهرستان سرخس (ترکمنستان)
شهرستان سرخس، ترکمنستان (به ترکمنی: Sarahs etraby، ساراخس اطرابیٛ) یک شهرستان در ترکمنستان است که در استان آخال واقع شده‌است.

## تقسیمات اداری
شهرستان سرخس شامل یک شهر، یک شهرک، و نه شورای روستایی می‌باشد.
- شهرها (şäherler / شأهرلر)
  - سرخس (Sarahs / ساراخس)

- شهرک‌ها (şäherçeler / شأهرچه‌لر)
  - قانگغالی (Gaňňaly / قانگّالیٛ)

- شوراهای روستایی (oba geňeşlikleri / اوْبا گنگشلیکلری)
  - بختیارلیق (Bagtyýarlyk / باغتیٛیارلیٛق)
    - زحمت (Zähmet / زأحمت)
    - گوک‌خان (Gökhan / گؤک‌حان)
    - وطن (Watan / واطان)

  - خان‌یاپ (Hanýap / حان‌یاپ)
    - خان‌یاپ (Hanýap / حان‌یاپ)

  - عالم (Alam / عالام)
    - عالم (Alam / عالام)

  - عشق‌آباد (Aşgabat / آشغابات) 
    - عشق‌آباد (Aşgabat / آشغابات)

  - عطاء (Ata / عاطا)
    - عطاء (Ata / عاطا)

  - فراغت‌چی‌لیق (Parahatçylyk / پاراحات‌چیٛ‌لیٛق)
    - آق‌آلتین (Ak altyn / آق‌آلتیٛن)
    - فراغت‌چی‌لیق (Parahatçylyk / پاراحات‌چیٛ‌لیٛق)
    - ینگیش (Ýeňiş / ینگیش)

  - قالقینیش (Galkynyş / قالقیٛنیٛش) ‌ 
    - تکه‌خان (Teke han / تکه‌حان)
    - چالجه (Çalja / چالجا)
    - ‌ سالور (Salyr / سالیٛر)
    - قالقینیش (Galkynyş / قالقیٛنیٛش) ‌
    - گوزلی‌آته (Gözli ata / گؤزلی‌آتا)

  - کچی‌آقا (Kiçiaga / کیچی‌آغا)
    - آغزی‌بیرلیک (Agzybirlik / آغزیٛ‌بیرلیک)
    - ‌ اورازسالور (Oraz salyr / اوْرازسالیٛر)
    - برقرار (Berkarar / برقارار)
    - ریسغال‌لی (Rysgally / ریٛسغال‌لیٛ)

  - یلواج (Ýalawaç / یالاواچ)
    - یلواج (Ýalawaç / یالاواچ)